# Herb Klecka
Herb Klecka – jeden z symboli Klecka nadany miastu 27 sierpnia 1652 przez króla Polski Jana II Kazimierza i przywrócony decyzją Kleckiego Rejonowego Komitetu Wykonawczego z dnia 29 listopada 1999.
Jest również herbem rejonu kleckiego.

## Opis herbu
Na tarczy barokowej polskiej, na złotym polu korona wielkoksiążęca o trzech złotych łukach wysadzanych perłami, z gronostajowym brzegiem, zwieńczona złotą kulą z krzyżem. Poniżej korony czarny róg myśliwski ze złotymi okuciami.

## Znaczenie
Róg myśliwski jest tożsamy z godłem pobliskiego miasta Kopyla, któremu Jan II Kazimierz nadał herb tego samego dnia co Kleckowi. Zabieg nadania tych samych godeł był celowy i miał podkreślić jednoczesność nadania praw magdeburskich obu miastom należącym do Radziwiłłów. Czarne rogi myśliwskie widnieją na herbie Trąby, którym pieczętowali się Radziwiłłowie i pojawiają się również w herbach innych miast, należących do tej rodziny.
Herb Klecka różni się od herbu Kopyla koroną wielkoksiążęcą, znajdującą się powyżej rogu. Nawiązuje ona do Księstwa Kleckiego - od XIV w. będącego w posiadaniu władców Wielkiego Księstwa Litewskiego lub członków ich rodzin, później jednego z księstw alodialnych Rzeczypospolitej Obojga Narodów, w momencie nadania herbu od 1551 należącego do Radziwiłłów.

## Historia
Jan II Kazimierz nadał herb miastu 27 sierpnia 1652 wraz z przywilejem lokacyjnym na mocy prawa magdeburskiego. Według historyka i heraldyka Anatola Citoua herb nadany Kleckowi przez Jana II Kazimierza miał niebieskie (błękitne) pole, natomiast herb Kopyla miał pole złote.
W latach 90. XX w., po uzyskaniu przez Białoruś niepodległości, rozpoczęto prace w celu rekonstrukcji herbu, którą przeprowadził historyk Andrej Szpunt oraz artysta A. U. Leuczyk. Klecki Rejonowy Komiteu Wykonawczy zatwierdził ich projekt 29 listopada 1999. 21 grudnia 1999 herb został zarejestrowany w Rejestrze Herbowym Republiki Białorusi.

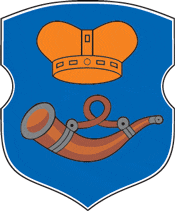
Herb z 1652
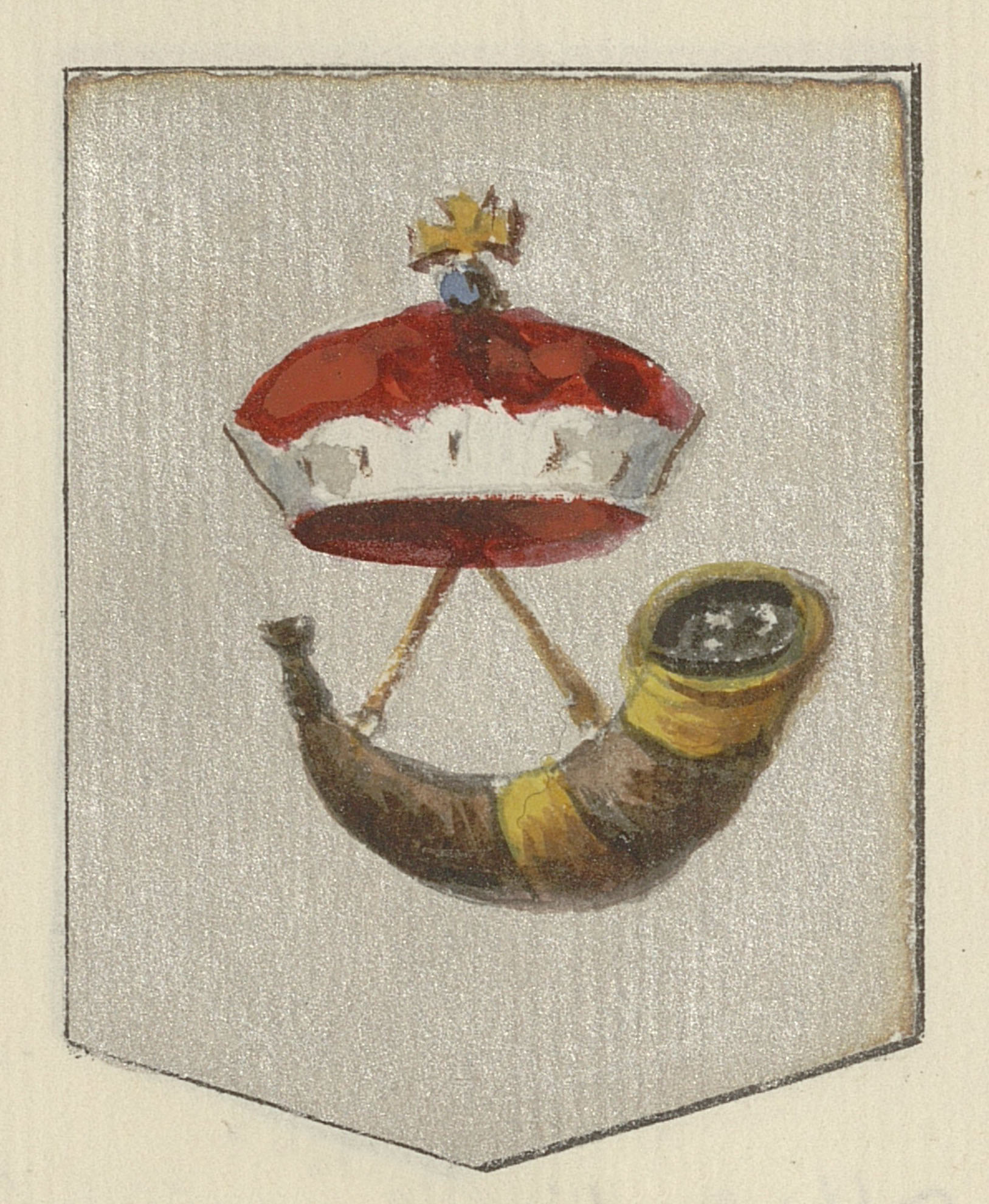
herb Klecka wg. B. Starzyńskiego Herby Rzeczypospolitej Polskiej i W. X. Litewskiego (koniec XIX w.)
herb Kopyla
herb Trąby